# Adrian Păunescu
Adrian Păunescu (ur. 20 lipca 1943, zm. 5 listopada 2010) – rumuński poeta, polityk, prezenter telewizyjny.
Podczas rządów Nicolae Ceaușescu Păunescu tworzył wiersze wychwalające prezydenta Rumunii. Z okazji 60. urodzin Ceaușescu stworzył składający się z 27 strof poemat Omul țării (Człowiek kraju). Po rewolucji w Rumunii stał się przeciwnikiem systemu komunistycznego.
W 1996 roku był kandydatem Socjalistycznej Partii Pracy na urząd prezydenta Rumunii. Zdobył 87 163 głosów (0,69%). Pod koniec życia był prezenterem telewizyjnym.
Jego aktywność i twórczość sprzed 1989 roku sporadycznie jest krytykowana.